# Barnard Castle
Barnard Castle es una ciudad en Teesdale, Condado de Durham, Inglaterra, donde se enclava un castillo homónimo que dio su nombre a la ciudad, ya que el nombre del castillo proviene de Barnard de Balliol. En torno al castillo creció un poblado del mismo hombre que actualmente es una ciudad prospera e industrial. La ciudad tiene al norte el río Tees, a 55 km al sureste Newcastle, a 48 km al este Middlesbrough, y a 34 km al suroeste el condado de Durham. En la ciudad también se encuentra el Museo Bowes, famoso por exponer una colección de autómatas así como obras del Greco y Goya.

## Historia
El castillo fue construido en 1125 por Bernard o Barnard de Balliol el viejo poco después de la conquista de las tierras del norte de Inglaterra por los normandos, tuvo su apogeo con Barnard de Balliol el joven en 1198 y durante la segunda mitad del siglo XII. El castillo pasó a manos de la familia Balliol (de los cuales el rey de Escocia, John o Juan Balliol, era el miembro más importante), posterior a ello en 1340 Guy de Balliol increpó e insultó públicamente a su padre, por entregar a Escocia a los ingleses, desconociéndolo como rey e inclusive como padre, despreciando el apellido Balliol. Debido a esto adopta el nombre Barnard de su abuelo como su nuevo apellido y se retira al castillo Barnard heredado por el abuelo, perteneció a la Familia Barnard. Mucho más tarde el castillo se vuele posesión de Richard Neville, conde de Warwick. El rey Ricardo III lo heredó a través de su esposa, Anne Neville, Pero cayó en ruinas en el siglo XVII. Las ruinas del castillo están ahora al cuidado de Patrimonio Inglés.

## Cultura
La Banda musical de Barnard Castle fue fundada en 1860, es una de las grandes Bandas con sede en la ciudad, muy conocida fuera de la zona como consecuencia de la publicidad de Goff Richards y de Barnard Castle.
El castillo de Barnard tiene un festival anual de carnaval que siempre se celebra el fin de semana de la segunda semana de mayo, todas las escuelas participan cuando comienza el verano. "El Encuentro", como se le conoce localmente, se remonta a 1885 y desde principios de 1900 la ciudad ha sido escenario de un carnaval y gran procesión a través del centro de la ciudad. Esto siempre ocurre en el periodo de vacaciones el "weekend" ahora es probablemente el evento más grande en el castillo de Barnard y el calendario Teesdale. El "weekend" incluye una veintena de eventos distintos que un comité se encarga de elaborarlos y pueden llegar a todos los rincones de la comunidad. En los últimos años el festival del "weekend" organiza su evento musical propio usando el talento local y nacional, con todo el apoyo técnico y musical de los Recursos de la Comunidad de Teesdale.